# Lukian von Samosata
Lukian von Samosata (altgriechisch Λουκιανὸς ὁ Σαμοσατεύς Lukianós hó Samosateús, lateinisch Lucianus Samosatensis; * um 120 in Samosata; † frühestens 180 wohl in Alexandria oder Athen) ist der bedeutendste Satiriker der griechischen Antike.
Seine Geburtsstadt Samosata am Oberlauf des Euphrat war vor Lukians Lebzeiten die Hauptstadt des Königreichs Kommagene gewesen und dann in die römische Provinz Syria eingegliedert worden; ihre Ruinen liegen heute nahe der Stadt Samsat in der heutigen Südosttürkei. Lukian selbst bezeichnete sich daher als Syrer, was aber nach damaligem Verständnis nicht bedeutete, dass er nicht zugleich auch Grieche und Römer gewesen wäre: Lukian (Lucianus) war ein verbreiteter römischer Name.

## Leben
Einer gründlich hellenisierten Familie ostsyrischer Abstammung angehörend, ging Lukian anfangs in die Lehre bei seinem Onkel mütterlicherseits, einem erfolgreichen Bildhauer. Dies gab er aber kurze Zeit später auf, um sich in Ionien (Westkleinasien) in griechischer Literatur und Rhetorik unterweisen zu lassen. Danach verdiente er sich seinen Lebensunterhalt vermutlich als Gerichtsredner, später dann wohl als freier Schriftsteller. Er bereiste in seinem Leben mehrmals die Mittelmeerwelt (Athen, wo er längere Zeit lebte, Olympia, Rom und Gallien, wo er einer Lehrtätigkeit nachging). Seine Muttersprache war Griechisch, doch beherrschte er auch etwas Latein. Im höheren Alter nahm er einen Posten beim römischen Statthalter Ägyptens (praefectus Aegypti) in Alexandria an, wo er mutmaßlich auch verstarb, während er nach anderen Berichten in Athen gestorben sein soll. Seine Hauptschaffenszeit und letzten Lebensjahre fielen in die Regierungszeit des römischen Kaisers Mark Aurel (161–180), dessen Tod er noch erlebt haben muss, da er die postume Vergöttlichung dieses Herrschers erwähnt. Ob er noch unter Commodus (180–192) und Septimius Severus (193–211) wirkte, ist umstritten, da eindeutige Hinweise fehlen.

## Werke
Lukian war ein ungemein produktiver Autor. Es werden 80 Werke unter seinem Namen aufgeführt, etwa 70 davon gelten als echt. Sie dienen zugleich als Hauptquelle für sein Leben. Lukian schrieb, wie es in der Zweiten Sophistik üblich war, durchweg attisches Griechisch, wie es im 5. und 4. Jahrhundert v. Chr. gebräuchlich gewesen war (Attizismus), und nicht die Koine seiner Zeit. Anfangs verfasste er Dialoge, die vom Alltagsleben handelten. Darin wurden gesellschaftliche, philosophische und theologische Themen behandelt, bei denen auch Lukians grundsätzliche Religionskritik zum Ausdruck kam (Θεῶν διάλογοι Theon dialogoi – Göttergespräche; Νεκρικοὶ διάλογοι Nekrikoi dialogoi – Totengespräche). Er geißelte die Verschwendungssucht der Reichen (Τίμων ἢ Μισάνθρωπος Timon eh Misanthropos – Timon der Misanthrop; Περὶ τοῦ παρασίτου Peri tou parasitou – Der Parasit), beleuchtete die „schlüpfrigen Gewerbe“ (Ἑταιρικοὶ διάλογοι Hetairikoi dialogoi – Hetärengespräche) und machte sich über die Dummheit lustig (Πρὸς τὸν ἀπαίδευτον καὶ πολλὰ βιβλία ὠνούμενον Pros ton apaideuton kai polla biblia onoumenon – Der ungelehrte Büchernarr). Diese Dialoge sind mit Spott durchsetzt und spiegeln treffend die gesellschaftliche Situation im damaligen römischen Reich wider. In diesen Werken lässt er sein rhetorisches Talent aufblitzen und bleibt im Fahrwasser der Satire.
Im fortgeschrittenen Alter schrieb er dann bissige Berichte und Dialoge im Stile des Menippos, in denen historische Gestalten dieser Zeit angegriffen wurden (Alexander über Alexandros von Abonuteichos; Peregrinos über einen selbsternannten Propheten und seine Anhänger). Er kritisierte den Philosophiebetrieb (Βίων πρᾶσις Bion prasis – Verkauf von Leben), der schon lange nicht mehr das sei, was er schien (Φιλοψευδής Philopseudes – Der Lügenfreund).
Daneben schrieb Lukian Werke, die sich mit grundlegenden Fragen auseinandersetzen und bei denen oft schwer auszumachen ist, wie viel Satire in ihnen steckt (besonders bedeutend für das Verständnis der antiken Geschichtsschreibung ist Πῶς δεῖ ἱστορίαν συγγράφειν Pos dei historian syngraphein – Wie man Geschichte schreiben soll), schuf frühe Vorläufer des Science-Fiction-Romans (Ἰκαρομένιππος Ikaromenippos – Die Luftreise; Ἀληθεῖς Ἱστορίαι Aletheis Historiai – Wahre Geschichten), gab Beschreibungen von Gemälden, Statuen, Bauwerken (zum Beispiel dem Pharos von Alexandria, den er aus eigener Anschauung kannte) und Menschen und erwehrte sich des Zornes der von ihm Angegriffenen.

## Rezeption
Obwohl er heute nur noch Experten ein Begriff ist, ist Lukian einer der antiken Schriftsteller, welche die europäische Kultur maßgeblich beeinflusst haben. Ein großer Verehrer war zunächst Erasmus von Rotterdam, der gemeinsam mit Thomas Morus im Jahre 1506 eine neue Werksammlung (Luciani opuscula) herausgab und „viel Lukian“ in seiner Satire Das Lob der Torheit adaptierte. 1513 erschienen die Dialoge bei Melchior Lotter in Leipzig. Sie wurden maßgeblich vom Philologen Veit Werler bearbeitet. Später haben sich Christoph Martin Wieland, der mustergültig das gesamte Werk Lukians ins Deutsche übertragen hat, Johann Wolfgang von Goethe und Friedrich Schiller von ihm inspirieren lassen. Nach Lukians Beschreibungen entstanden Gemälde, Bauwerke, Theaterstücke und wurde Musik komponiert.
Auf der Grundlage von Lukians „Ikaromenippus oder Die Luftreise“ schuf der österreichische Komponist Hartmut Schmidt 1980 die Oper „Menippus“ (Text von Werner Thuswaldner). Die Oper in 6 Szenen wurde 1990 am Salzburger Landestheater uraufgeführt.
Der Mondkrater Lucian ist nach ihm benannt.

## Ausgaben
- Luciani Opera. Herausgegeben von Matthew Donald Macleod. 4 Bände. Oxford Classical Texts. Clarendon, Oxford 1972–1987
- Lucian in eight volumes. Herausgegeben und übersetzt von Austin Morris Harmon, K. Kilburn und Matthew Donald MacLeod. Loeb Classical Library. Heinemann, London 1913–1967
- Lukian, Hauptwerke. Herausgegeben und übersetzt von Karl Mras. Griechischer und deutscher Text, Heimeran, München, 2. Auflage 1980, ISBN 3-7765-2198-8.
- Werke in acht Bänden, griechisch und deutsch, übersetzt von Peter von Möllendorff unter Mitwirkung von Jens Gerlach; de Gruyter, Berlin/Boston (Sammlung Tusculum). Bisher erschienen:
  - Band 1: Rhetorische Schriften, 2021, ISBN 978-3-11-070001-5
  - Band 2: Philosophische Schriften, 2023, ISBN 978-3-11-070409-9
  - Band 3: Die Götter, 2024, ISBN 978-3-11-070410-5
  - Band 4: Die Toten / Dialoge, Die Lahmen / Dramen, Die Narren / Epigramme, 2025, ISBN 978-3-11-070411-2

## Übersetzungen
- Lukian. Werke in drei Bänden. Herausgegeben von Jürgen Werner und Herbert Greiner-Mai. Aufbau, Berlin 1974 (modernisierte Fassung der Wielandschen Übersetzung), 2. Auflage 1981
- Lukian. Sämtliche Werke. Nach der Übersetzung von C. M. Wieland bearbeitet und ergänzt von Hanns Floerke. 5 Bände. Georg Müller Verlag, München & Leipzig 1911
- Lukians von Samosata Sämtliche Werke. Aus dem Griechischen übersetzt und mit Anmerkungen und Erläuterungen versehen von Christoph Martin Wieland. 6 Bände. Weidmannsche Buchhandlung, Leipzig 1788–1789
- Lukian: Hermotimos oder Lohnt es sich, Philosophie zu studieren? Herausgegeben von Peter von Möllendorff. Wissenschaftliche Buchgesellschaft, Darmstadt 2000. ISBN 3-534-14976-9 (griechisch und deutsch)
- Lukian: Rhetorum praeceptor. Herausgegeben von Serena Zweimüller. Vandenhoeck & Ruprecht, Göttingen 2008. ISBN 978-3-525-25284-0 (griechisch und deutsch, mit Einleitung und ausführlichem Kommentar)
- Lukian: Vom beinahe vollkommenen Menschen. Übersetzt von August Pauly. Überarbeitet von Lenelotte Möller. Marix Verlag, Wiesbaden 2011, ISBN 978-3-86539-260-2
- Lukian: Lucian’s Werke, übersetzt von August Friedrich Pauly. 15 Bändchen. Metzler, Stuttgart 1827–1832.
- Lukian: Wie man Geschichte schreiben soll. Übersetzt von Helene Homeyer. Wilhelm Fink, München 1965.
- Lukian: Zum Mond und darüber hinaus (Ikaromenippus). Übersetzt von Christoph Martin Wieland. Artemis, Zürich 1967.
- Lukian: Gespräche der Götter und Meergötter, der Toten und der Hetären. Übersetzt und herausgegeben von Otto Seel. Reclam, Stuttgart 1967, ISBN 3-15-001133-7
- Lukian: Lügengeschichten und Dialoge. Aus dem Griechischen übersetzt und mit Anmerkungen und Erläuterungen versehen von Christoph Martin Wieland (= Die Andere Bibliothek. Band 1). Greno, Nördlingen 1985, ISBN 978-3-921568-15-6.
- Griechische Götter unter sich. Lukian, Göttergespräche. Eingeleitet, übersetzt und mit interpretierenden Essays versehen von Andreas Bendlin, Fabio Berdozzo, Janet Downie, Heinz-Günther Nesselrath und Adolf Martin Ritter. Hrsg. von Fabio Berdozzo und Heinz-Günther Nesselrath (= SAPERE. Band 33). Mohr Siebeck, Tübingen 2019, ISBN 978-3-16-154961-8 (PDF im Open Access).